# Libéral-unioniste
Libéral-unioniste est le terme qui désigna les membres du Parti libéral du Canada qui rejetèrent les opinions de Wilfrid Laurier durant la Crise de la conscription de 1917 et appuyèrent le gouvernement conservateur de Robert Borden. Cette coalition fut connue sous le nom de Parti unioniste lors des élections de 1917.
Plusieurs membres du Parti libéral de l'Ontario se déclarèrent eux-mêmes Libéral-unioniste, ainsi que le chef Newton Wesley Rowell qui joignit le cabinet de Borden.
C'est ainsi qu'en 1917, plusieurs Libéraux-unionistes ou Unionistes disputèrent les élections contre leurs anciens collègues, les Libéraux de Laurier.
Après la guerre, plusieurs Libéraux-unionistes retournèrent du côté de Libéraux malgré les efforts de Borden et d'Arthur Meighen de créer une coalition permanente qui aurait été connue sous le nom de Parti national libéral et conservateur. Certains Libéraux-unionistes restèrent dans les rangs conservateurs comme Hugh Guthrie et Robert Manion.

## Référence
- (en) Cet article est partiellement ou en totalité issu de l’article de Wikipédia en anglais intitulé « Liberal-Unionist » (voir la liste des auteurs).